# Claude Auchinleck
Claude John Eyre Auchinleck (Aldershot, 21 giugno 1884 – Marrakech, 23 marzo 1981) è stato un generale e maresciallo di campo britannico.
Durante il secondo conflitto mondiale comandò, fino al giugno 1940, il corpo di spedizione alleato inviato in Norvegia. Dal luglio 1941 all'agosto 1942 fu comandante in capo delle forze inglesi in Medio Oriente. Alla guida dell'8ª Armata diresse l'offensiva che nel novembre 1941 portò le forze britanniche in Cirenaica, la cosiddetta operazione Crusader. Dopo la controffensiva intrapresa nel maggio 1942 dal generale tedesco Erwin Rommel, che respinse le truppe britanniche fino a El Alamein (la cosiddetta battaglia di Ain el-Gazala), riuscì a bloccare l'avanzata italo-tedesca nella prima battaglia di El Alamein. Nonostante questo successo nell'agosto 1942 venne destituito dal comando da Winston Churchill e destinato in India quale comandante in capo delle truppe anglo-indiane. Nel 1946 fu promosso feldmaresciallo. Massone, fece parte della Gran Loggia unita d'Inghilterra.

## Biografia

### I primi anni e l'inizio della carriera militare
Gli Auchinlecks provenivano da una famiglia Ulster-Scozzese della Contea di Fermanagh, dove si erano insediati dal XVII secolo. Claude Auchinleck nacque ad Aldershot, figlio del colonnello John Claud Alexander Auchinleck e di sua moglie, Mary Eleanor Eyre, mentre il reggimento di suo padre si trovava di stanza nella città. Il padre di Claude morì nel 1892, quando egli aveva appena otto anni, e Auchinleck crebbe in uno status familiare impoverito, ma fu in grado, attraverso lo studio e il lavoro, di essere ammesso al Wellington College, dopo il quale passò alla Reale accademia militare di Sandhurst.
Auchinleck entrò nell'Esercito dell'India Britannica come Sottotenente nel gennaio del 1903 e nel 1904 venne inquadrato nel 62° Punjabis. Egli imparò la lingua Punjabi ed essendo in grado di parlare fluentemente coi suoi soldati, assunse anche la cultura e i costumi dei dialetti locali. Questa famigliarità con l'India gli fece guadagnare molto rispetto fra i suoi sottoposti e nel frattempo mutò la sua personalità. Nell'aprile del 1905 venne promosso Tenente e nel gennaio del 1912 passò al grado di Capitano.
Durante la prima guerra mondiale egli servì nell'Egitto mediorientale, in Palestina e in Mesopotamia contro l'Impero ottomano. La divisione di Auchinleck fu l'ultima delle quattro proposte per le operazioni dal governo indiano. Mentre era in viaggio verso la Francia, venne riassegnato alla difesa del Canale di Suez da possibili attacchi ottomani. Quando nel febbraio del 1915 si ebbe il primo attacco previsto, il reggimento di Auchinleck riuscì a evitare che gli ottomani attraversassero il canale e fu in grado di contrattaccare facendo arrendere il nemico.
La 6ª Divisione Indiana, di cui il 62° Punjabis era parte, venne sbarcata a Basra il 31 dicembre 1915 per la Campagna di Mesopotamia. Nel luglio del 1916 Auchinleck venne promosso Maggiore e divenne secondo in comando del suo reggimento. A nord di Basra, i Punjabis si trovarono in piena azione bellica e in pessime condizioni: freddo, pioggia e tempeste di sabbia oltre alla strenua difesa degli ottomani ridussero l'intero reggimento a soli 247 uomini e Auchinleck dovette prendere temporaneamente il comando del reggimento quando il suo comandante venne ferito nelle operazioni. Successivamente si ebbero ulteriori combattimenti: l'armata ottomana inflisse un'umiliante sconfitta agli inglesi. Auchinleck venne menzionato nei dispacci ufficiali e ricevette la medaglia del Distinguished Service Order nel 1917 per il suo servizio militare in Mesopotamia, promosso definitivamente a Maggiore nel gennaio del 1918 oltre a essere nominato poi Tenente Colonnello nel 1919 per essersi "distinto grandemente nel Sud e nel Centro del Kurdistan" su raccomandazione del Comandante in Capo del Mesopotamia Expeditionary Force.
Auchinleck ebbe modo di acquisire in Mesopotamia molta esperienza. In primo luogo l'importanza della sicurezza sanitaria dei propri uomini, oltre alla necessità di avere buon cibo e un supporto igienico adeguato. In secondo luogo egli dovette riconoscere l'inadeguatezza e la futilità di attacchi preparati superficialmente contro difensori meglio armati e riposati.
Tra le due guerre, Auchinleck prestò servizio in India. Egli fu studente e istruttore (1930–1933) nello Staff College di Quetta e frequentò anche l'Imperial Defence College. Nel gennaio del 1929 venne promosso Tenente Colonnello e nominato al comando del suo reggimento che era divenuto dopo la riorganizzazione del 1923, il 1º Reggimento Punjab. Nel 1930 venne promosso Colonnello e nel 1933 venne nominato Brigadiere Generale temporaneamente per ottenere il comando della Brigata Peshawar, che prestò servizio nell'Alto Mohmand dal luglio all'ottobre del 1933. La Seconda campagna del Mohmand del 1935 nell'area del Mohmand portò al primo uso dei carri armati in India. Auchinleck venne nuovamente menzionato nei bollettini e ricevette la medaglia da Compagno dell'Ordine della Stella d'India e dell'Ordine del Bagno per le abilità dimostrate nel condurre le operazioni.
Nel novembre del 1935 Auchinleck venne promosso Maggiore Generale e lasciò il comando della sua brigata nell'aprile successivo rimanendo senza comando e a paga dimezzata sino al settembre del 1936 quando venne nominato Sottocapo dello Stato Maggiore Generale e Direttore dello Stato Maggiore di Delhi. Dopo questo venne nominato comandante del distretto di Meerut in India nel luglio del 1938. Nel 1938 Auchinleck venne nominato consigliere nella commissione incaricata di riequipaggiare e modernizzare l'esercito coloniale indiano. La commissione formulò le proprie tesi definitive nel 1939 nel Chatfield Report che portò a una vera e propria trasformazione dell'esercito di stanza in India, facendolo inoltre crescere da 183 000 uomini del 1939 a 2 250 000 uomini alla fine della guerra.

### La seconda guerra mondiale

#### Norvegia: 1940
Allo scoppio della seconda guerra mondiale Auchinleck ottenne il comando della 3ª Divisione di Fanteria Indiana ma nel gennaio del 1940 venne richiamato nel Regno Unito per ottenere il comando del IV Corpo d'Armata, unica volta in tutto il periodo bellico in cui un corpo d'armata britannico venne comandato da un ufficiale dell'Esercito dell'India Britannica. Nel maggio del 1940 Auchinleck ottenne il comando delle forze anglo-francesi in Norvegia, operazione militare condannata a fallire. Dopo la caduta della Norvegia, nel luglio del 1940 egli ottenne per breve tempo il comando del V Corpo d'Armata prima di divenire General Officer Commander-in-Chief, Southern Command, dove ebbe strette relazioni col suo subordinato Bernard Montgomery, il nuovo comandante del V Corpo d'Armata. Montgomery scriverà poi

#### India e Iraq: gennaio-maggio del 1941
Nel gennaio del 1941 Auchinleck venne richiamato in India per divenire Comandante in Capo dell'Esercito dell'India Britannica, posizione nella quale venne nominato nel Consiglio Esecutivo del Governatore generale dell'India e nell'aprile di quello stesso anno venne nominato Aiutante di Campo Generale del re Giorgio VI del Regno Unito, incarico che mantenne sino al 1947, poco dopo la sua promozione a Feldmaresciallo.
Nell'aprile del 1941 la base dell'aviazione di Habbaniya venne attaccata dal nuovo regime filo-nazista di Rashid Ali. Questa grande base della Royal Air Force si trovava a ovest di Baghdad in Iraq e il generale Archibald Wavell, Comandante in Capo del Middle East Command, era riluttante a intervenire, malgrado l'urgenza dell'intervento proposto da Winston Churchill, dal momento che riteneva primario lo scenario bellico dell'Africa del Nord e della Grecia. Auchinleck, a ogni modo, agì in maniera decisiva inviando un battaglione del King's Own Royal Regiment a Habbaniya via aria e via mare fece pervenire la 10ª Divisione di Fanteria Indiana da Basra. Wavell venne infine convinto da Londra a inviare la Habforce, una colonna dal Mandato britannico in Palestina ma quando giunse a Habbaniya il 18 maggio la guerra anglo-irachena era ormai volta al termine.

#### Nord Africa: luglio 1941 – agosto 1942
A seguito dei successi delle forze dell'Asse nel Nordafrica, Auchinleck venne nominato a succedere al generale Sir Archibald Wavell come Comandante in Capo del Comando del Medio Oriente nel luglio del 1941. Wavell prese il posto di Auchinleck come Comandante in Capo dell'Esercito Indiano.
Come Comandante in Capo del Medio Oriente Auchinleck dal proprio quartier generale al Cairo aveva la responsabilità del Nordafrica e tutto il Medio Oriente fino alla Persia; l'8ª Armata britannica si stava confrontando con l'Afrika Korps e l'Esercito Italiano e venne comandata in successione da Sir Alan Cunningham e da Neil Ritchie. La prima maggiore offensiva dell'8ª Armata dopo la nomina di Auchinleck fu l'Operazione Crusader del novembre del 1941 che inizialmente risultò una sconfitta per gli inglesi e per il generale Cunningham. Auchinleck decise di rimuovere Cunningham e ordinò il prosieguo della battaglia. Malgrado le molte perdite, l'8ª Armata riuscì a ricacciare le forze dell'Asse verso El Agheila. Auchinleck nominò quindi Ritchie al comando della 8ª Armata. Mentre Auchinleck riprese gran parte della direzione strategica delle operazioni in Medio Oriente, egli continuò a dettare punto per punto le operazioni da svolgere a Ritchie.
Sembra che Auchinleck credesse nella sconfitta dei nemici a questo punto della guerra, scrivendo il 12 gennaio 1942 che le forze dell'Asse "iniziavano a sentirsi spossate" e "molto pressate". In realtà lo Afrika Korps era stato rinforzato e nel giro di pochi giorni le positive previsioni di Auchinleck vennero sfatate dalla dispersione e dall'indebolimento delle forze inglesi, costrette a ritirarsi a Gazala presso Tobruk. Il Capo dello Staff Imperiale britannico, il generale Alan Brooke, scrisse nel suo diario "Non vi è peggior leadership che quella di Auchinleck". L'attacco di Rommel nella battaglia di Gazala del 26 maggio 1942 riportò una significativa sconfitta degli inglesi. Ancora una volta il positivismo di Auchinleck sulla faccenda si era dimostrato errato e l'8ª Armata dovette ritirarsi in Egitto; Tobruk cadde il 21 giugno di quell'anno.
Ancora una volta Auchinleck era alla ricerca di un valido comandante per l'8ª Armata, avendo perso ormai fiducia nell'abilità di controllo delle truppe da parte di Ritchie. Auchinleck aveva rigettato l'idea di Ritchie di rimanere a Mersa Matruh, decidendo di combattere solo delle brevi azioni nel luogo e poi di spostarsi nella maggiormente difendibile El Alamein. Qui Auchinleck aveva a disposizione truppe fresche e facile difesa, riuscendo a fermare l'esausta avanzata delle truppe italo-tedesche nella prima battaglia di El Alamein. Avendo una considerevole superiorità di materiali e uomini rispetto alle forze nemiche, Auchinleck riuscì a organizzare una serie di contrattacchi, anche se questi, a causa dello scarso coordinamento, non sempre riuscirono a dare l'impatto sperato.
Secondo il Capo dello Stato Maggiore Generale Imperiale, Alan Brooke, suo detrattore e sostenitore di Montgomery, "the Auk", come era conosciuto, nominò un gran numero di comandanti a posizioni superiori spesso non di loro competenza per esperienza e abilità e il comando venne pertanto funestato da personalità non all'altezza. Auchinleck era un ufficiale dell'Esercito Indiano e venne criticato per l'avere poca esperienza nella gestione diretta delle forze militari britanniche. Il suo controverso capo delle operazioni, il maggiore generale Dorman-Smith, era guardato con diffidenza da molti ufficiali dell'8ª Armata. Dal luglio del 1942 Auchinleck stesso aveva perso la fiducia dei suoi collaboratori e iniziò a sentirsi estraniato nello scenario.
Come la sua controparte Rommel (e il suo predecessore Wavell nonché il successore Montgomery), Auchinleck fu soggetto alle continue interferenze politiche nelle operazioni, venendo tempestato di telegrammi e istruzioni dal primo ministro Churchill tra l'inverno del 1941 e l'estate del 1942. Churchill era disperato circa la sorte di alcune vittorie pianificate per il Nordafrica ed era in apprensione per l'Operazione Torch, prevista per il novembre del 1942. Churchill e il Capo dello Stato Maggiore Generale Imperiale, Alan Brooke, si recarono al Cairo nell'agosto del 1942 per incontrare Auchinleck, ma era ormai ovvio che egli aveva perso fiducia presso entrambi.
Egli venne rimpiazzato come Comandante in Capo del Comando del Medio Oriente dal generale Sir Harold Alexander e come comandante dell'8ª Armata dal tenente generale William Gott, che rimase ucciso in Egitto prima di poter prendere possesso dell'incarico. Alla morte di Gott, il tenente generale Bernard Montgomery venne nominato comandante della 8ª Armata.

#### India: 1942–1945

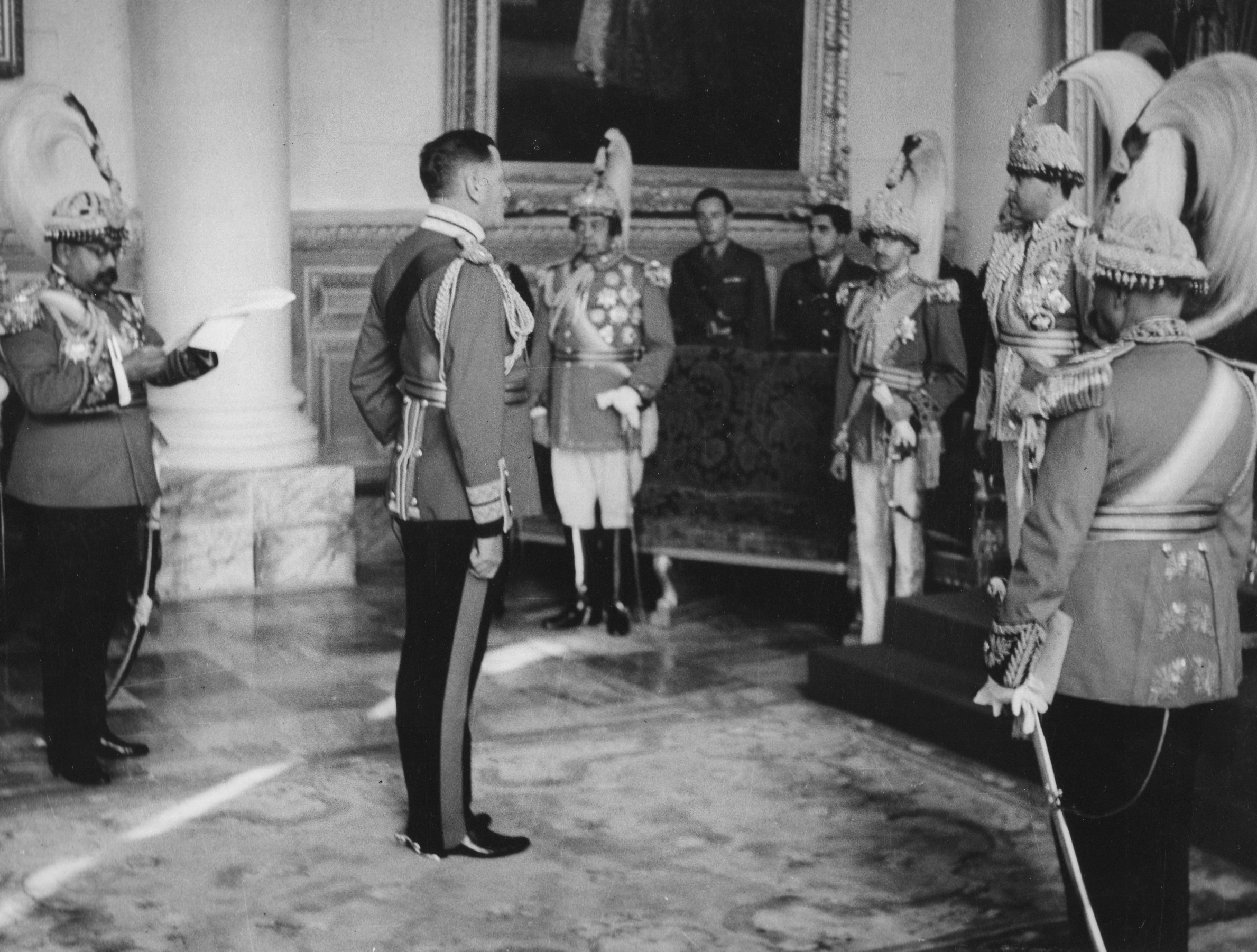
Auchinleck mentre riceve l'Ordine della Stella del Nepal nell'ottobre del 1945 dal re del Nepal, Tribhubana Bir Vikram Sah

Churchill offrì ad Auchinleck il comando del nuovo Comando Persia e Iraq da poco creato, ma Auchinleck declinò la proposta pensando che questo incarico non fosse un posto facilmente gestibile. Egli espose le sue ragioni in una sua lettera al Capo dello Stato Maggiore Generale Imperiale datata 14 agosto 1942. L'incarico passò quindi al generale Sir Henry Maitland Wilson. Auchinleck fece invece ritorno in India, dove trascorse circa un anno senza impiego prima del giugno del 1943, quando venne nuovamente nominato Comandante in Capo dell'Esercito Indiano mentre il generale Wavell era stato nel frattempo nominato Viceré d'India. Sin dalla sua nomina venne annunciato che le responsabilità della prosecuzione della guerra con il Giappone sarebbero state spostate dal Comandante in Capo per l'India al nuovo Comando Asia Orientale. A ogni modo la nomina del nuovo comandante supremo nella persona dell'ammiraglio Louis Mountbatten, non venne annunciata sino all'agosto del 1943 e sino a quando Mountbatten non poté porre il proprio quartier generale (nel novembre di quell'anno) Auchinleck mantenne la responsabilità sulle operazioni in India e Burma ove condusse delle variazioni sul piano degli Alleati nell'ambito della Conferenza Quadrant che terminò nell'agosto di quell'anno.
A seguito dell'arrivo di Mountbatten, ll Comando India di Auchinleck (che aveva eguale status del Comando Asia Sud-Orientale nella gerarchia militare) fu responsabile anche della sicurezza interna dell'India, della difesa della frontiera nord-occidentale e della costruzione di basi militari in India oltre alla riorganizzazione dell'esercito, l'allenamento delle truppe destinate al Comando Asia Sud-Orientale e delle linee di comunicazione tra uomini e materiali nelle aree della Cina. Auchinleck recò supporto alla 14ª Armata, con probabilmente le peggiori linee di comunicazione dell'intera guerra, quale sua immediata priorità; al punto che William Slim, comandante della 14ª Armata si trovò poi a scrivere:

### Ruolo nella partizione dell'India
Auchinleck continuò nel suo incarico di Comandante in Capo dell'esercito indiano sino alla fine della guerra aiutando, spesso contro le proprie convinzioni, a preparare i futuri eserciti indiano e pakistano per la Partizione dell'India (agosto 1947). Nel giugno del 1946 venne promosso Feldmaresciallo ma rifiutò un titolo nobiliare ritenendolo troppo associato alla politica che egli riteneva fondamentalmente disonorevole. Entrato in disaccordo anche con Lord Mountbatten di Burma, ultimo Viceré d'India, diede le proprie dimissioni da Comandante in Capo nel 1947.

### Ritiro

Auchinleck (a destra) come Comandante in Capo dell'Indian Army, col Viceré Wavell (al centro) e Montgomery (a sinistra)

Nel 1948 Sir Claude tornò in Gran Bretagna a vivere nel suo modesto appartamento di Mayfair presso Green Park. Avendo accusato dei crescenti dolori di stomaco si recò personalmente a piedi in ospedale, lasciando completamente scioccati i dottori quando questi scoprirono che la sua appendice era completamente spezzata ed egli era riuscito a raggiungere la struttura ospedaliera senza chiamare l'ambulanza. Egli rispose che era inutile chiamarla quando egli era perfettamente in grado di camminare.
Negli ultimi anni di vita, Auchinleck visse con sua sorella a Beccles, nel Suffolk, sino alla morte di questa, dopo di che si spostò a Marrakech. Qui egli visse solitario per diversi anni (la moglie lo aveva lasciato per il Maresciallo dell'Aria Sir Richard Peirse nel 1946), prendendo abitualmente il caffè mattutino al La Renaissance Café nella parte nuova della città, ove era conosciuto semplicemente come le maréchal.
Auchinleck chiamò presso di sé quello che divenne uno dei suoi migliori amici nella vecchiaia, il caporale Malcolm James Millward, un soldato che aveva prestato servizio nel Queen's Regiment, che lo seguì per tre anni e mezzo sino alla morte di Auchinleck stesso il 23 marzo 1981 all'età di 96 anni.
Auchinleck venne sepolto nel Ben M'Sik European Cemetery di Casablanca, nella parte del cimitero di proprietà della Commonwealth War Graves Commission, casualmente vicino alla tomba di Raymond Steed che fu il secondo militare più giovane a morire nell'ambito della seconda guerra mondiale. In sua memoria venne posta anche una placca nella Cattedrale di Saint Paul a Londra.